# Pimpinela
I Pimpinela sono un duo musicale argentino di musica pop latino composto dai fratelli Joaquín (Buenos Aires, 21 luglio 1953) e Lucía Galán (Buenos Aires, 23 maggio 1961), attivi dal 1981.
Nel corso della loro carriera che ha attraversato senza pause diversi decenni, hanno pubblicato oltre venti dischi d'inediti, partecipato ad alcune pellicole cinematografiche musicali, a una telenovela e hanno realizzato un musical, raccogliendo da subito il consenso popolare e divenendo uno dei simboli del ritorno della democrazia e dell'esplosione del rock nazionale.
In una stima del 2008, il duo aveva venduto oltre dodici milioni di copie in Argentina, e un totale di diciotto milioni a livello internazionale.

## Storia
Nati a Buenos Aires, il primo dei due fratelli a cimentarsi nel mondo della musica fu il maggior, Joaquín, che ispirato dalla musica dei Beatles e dei Bee Gees suonò dapprima in un gruppo chiamato Remolinos, e successivamente fondò una band chiamata Luna de cristal. Nel frattempo, anche la sorella minore, Lucía, cominciò a studiare recitazione e canto. La madre María Engracia Cuervo Álvarez, dopo aver insistito diverse volte, riuscì a convincere i due fratelli a fare musica insieme, formando così il duo Pimpinela, che debuttò nel 1981 con l'album Las primeras golondrinas e il singolo Tú me prometiste volver, pubblicati dall'etichetta discografica CBS, che inizialmente non ebbe riscontro commerciale, ma fu lanciata da un'esibizione nello show televisivo Show fantástico, condotto da Armando Barbeito.
Subito dopo, furono tra i protagonisti di alcuni film musicali come Los fierecillos se divierten del 1982, dove hanno interpretato il loro primo brano di grande successo Olvidame y pega la vuelta, e Los extraterrestres nel 1983, all'interno del quale hanno proposto il brano Vivir sin ti no puedo.
Durante tutti gli anni ottanta, il duo ottenne popolarità in diversi paesi del sud America, in Spagna e anche in Italia, dove nel 1987 pubblicarono il singolo in lingua italiana Mia dolce amica, duetto con il calciatore e campione mondiale argentino Diego Armando Maradona già interpretato in lingua spagnola con il titolo Querida amiga. Sempre sul finire degli anni ottanta divennero protagonisti di una telenovela, El duende azul, diretta da Gerardo Vietri e Martín Clutet, che racconta di un naufragio nel Río de la Plata.
Nel corso degli anni novanta e duemila hanno proseguito senza sosta la loro attività discografica, pubblicato diversi album in studio e il loro primo album registrato dal vivo, Nuestras 12 mejores canciones, nel 1994 e realizzato il loro primo disco di cover, pubblicato nel 2003 col titolo Al modo nuestro, nel quale hanno reinterpretato dei classici della musica italiana degli anni sessanta e settanta di artisti come Mina, Jimmy Fontana e Gabriella Ferri.
Una svolta più pop nella loro carriera, da sempre contraddistinta da sonorità melodiche, è avvenuta nel 2005 con l'album ¿Dónde están los hombres?, nel quale hanno per la prima volta inserito brani dallo stile bossanova e elettronico, che contiene anche un duetto con il moderno gruppo elettropop Miranda! nel brano Cena para cuatro. Contemporaneamente hanno prodotto anche diversi audiovisivi tratti dai loro concerti e tour musicali.
Hanno poi realizzato il loro primo musical, intitolato Pimpinela, La familia, nel 2010, pur proseguendo con la regolare attività dal vivo e con la realizzazione di nuovi progetti discografici. Nel 2012 hanno fatto parte della giuria del talent show Soñando por cantar, in onda su El Trece e di Cantando por un sueño 2012, trasmesso dalla stessa emittente.
Nel 2020 hanno preso parte al Festival di Viña del Mar.

## Discografia

### Album
- 1981 - Las primeras golondrinas
- 1982 - Pimpinela
- 1983 - Hermanos
- 1984 - Convivencia
- 1985 - Lucía y Joaquín
- 1986 - El duende azul
- 1987 - Valiente/Estaciones
- 1988 - Ahora me toca a mí
- 1990 - Hay amores... y amore
- 1991 - Diez años después
- 1992 - '92
- 1993 - Hay amores que matan
- 1995 - De corazón a corazón
- 1997 - Pasiones
- 1998 - Marido y mujer
- 1999 - Corazón gitano
- 2000 - Buena onda
- 2003 - A modo nuestro
- 2005 - ¿Dónde están los hombres?
- 2008 - Diamante (25 aniversario)
- 2011 - Estamos todos locos
- 2016 - Son todos iguales

#### Album dal vivo
- 1994 - Nuestras 12 mejores canciones
- 2001 - Gold, Grandes Éxitos (Disco 2)
- 2010 - La Familia

#### Raccolte
- 1984 - Olvidame y pega la vuelta (Pubblicato in versione Europea e Brasiliana)
- 2001 - Gold, Grandes Éxitos (Disco 1)

### VHS e DVD
- 1989 - Aeropuerto
- 1994 - Nuestras 12 mejores canciones... En Concierto
- 2003 - Al modo nuestro
- 2006 - Entre amigos
- 2008 - Diamante, 25 aniversario desde el Luna Park

## Formazione
- Joaquín Galán - cantante (1981-)
- Lucía Galán - cantante (1981-)